# Dina Boluarte
Dina Ercilia Boluarte Zegarra (phát âm tiếng Tây Ban Nha: [ˈdina erˈsilja βoˈlwarte seˈɣařa]); sinh ngày 31 tháng 5 năm 1962) là nữ chính trị gia và luật sư người Peru, hiện là tổng thống Peru thứ 64 từ ngày 7 tháng 12 năm 2022. Bà từng là phó tổng thống thứ nhất và bộ trưởng Bộ Phát triển và Xã hội dưới thời Tổng thống Pedro Castillo. Trước đó, bà từng là nhân viên của Cơ quan Đăng ký Quốc gia Nhận dạng và Hộ tịch (RENIEC) từ năm 2007 đến năm 2022.
Boluarte là người phụ nữ đầu tiên trở thành Tổng thống Peru. Bà tuyên thệ nhậm chức sau một cuộc tự đảo chính thất bại của Tổng thống Pedro Castillo, dẫn đến việc ông bị luận tội, lật đổ và bắt giữ. Nhiệm kỳ tổng thống của bà diễn ra trong thời kỳ bất ổn chính trị ở Peru bắt đầu từ năm 2017, khi bà là tổng thống thứ sáu trong vòng 5 năm.
Trong vài ngày đầu tiên bà làm Tổng thống, các cuộc biểu tình ủng hộ Castillo đã nổi lên khắp Peru; phản ứng của chính phủ Boluarte đã bị Tổ chức Ân xá Quốc tế chỉ trích là "sự đàn áp nhà nước".

## Đầu đời và học vấn
Boluarte sinh ra ở Chalhuanca, Apurímac, vào ngày 31 tháng 5 năm 1962. Bà tốt nghiệp luật sư tại Đại học San Martín de Porres và trở thành nghiên cứu sinh tại trường đại học này.

## Sự nghiệp ban đầu
Boluarte là chủ tịch Câu lạc bộ Apurímac ở Lima. Bà làm việc tại Cơ quan Đăng ký Quốc gia Nhận dạng và Hộ tịch với tư cách là luật sư và trưởng cơ quan từ năm 2007.
Bà tranh cử thất bại chức vụ thị trưởng quận Surquillo của Lima vào năm 2018, đại diện cho đảng Peru Tự do. Bà tham gia cuộc bầu cử quốc hội năm 2020, mặc dù không giành được ghế quốc hội.

## Phó Tổng thống (2021–2022)
Dina Boluarte đứng trong liên danh với ứng cử viên tổng thống Pedro Castillo, bà đã giành chiến thắng trong vòng nhì, tuyên thệ làm phó tổng thống vào ngày 28 tháng 7 năm 2021.
Ngày 29 tháng 7 năm 2021, bà được bổ nhiệm làm Bộ trưởng Phát triển và Xã hội trong chính phủ Pedro Castillo.
Tháng 1 năm 2022, trong cuộc phỏng vấn với La República, Boluarte tuyên bố bà chưa bao giờ chấp nhận hệ tư tưởng của đảng Peru Tự do. Tổng thư ký đảng, Vladimir Cerrón, sau đó đã trục xuất Boluarte khỏi đảng và đăng trên Twitter, "Luôn trung thành, không bao giờ phản bội." Cerrón cho rằng bình luận của Boluarte đe dọa sự đoàn kết của đảng.
Ngày 25 tháng 11 năm 2022, bà từ chức bộ trưởng Bộ Phát triển và Xã hội, nhưng vẫn giữ chức phó tổng thống thứ nhất.
Ngày 5 tháng 12 năm 2022, sau khi bỏ phiếu 13 ủng hộ và 8 phiếu chống, Tiểu ban Cáo buộc Hiến pháp đã đệ trình một đơn khiếu nại hiến pháp chống lại Boluarte, cáo buộc bà điều hành một câu lạc bộ tư nhân có tên là Apurímac Club (tiếng Tây Ban Nha: Club Departamental de Apurímac) khi còn là Bộ trưởng Bộ Phát triển.

## Nhiệm kỳ Tổng thống
Tháng 12 năm 2022, trong cuộc khủng hoảng chính trị Peru khi Pedro Castillo âm mưu giải tán Quốc hội Cộng hòa Peru trong quá trình luận tội ông, Boluarte đã lên án hành động này là "phá vỡ trật tự hiến pháp" và đảm nhận chức vụ tổng thống sau khi Castillo bị luận tội và tước quyền tổng thống vào ngày 7 tháng 12 năm 2022. Boluarte trở thành nữ tổng thống đầu tiên của Peru.
Trong bài phát biểu đầu tiên trước Quốc hội, bà tố cáo Tổng thống Castillo và tuyên bố muốn thành lập một chính phủ đoàn kết quốc gia để giải quyết cuộc khủng hoảng chính trị hiện nay.
Khi thành lập chính phủ của mình, bà đã tham khảo ý kiến tất cả các đảng lớn, nhưng không chọn thành viên nào của Quốc hội. Thay vào đó, bà thành lập chính phủ được nhiều người coi là chính phủ kỹ trị do Pedro Angulo Arana lãnh đạo.
Sau các vụ biểu tình tiếp theo việc Tổng thống Perus Pedro Castillo bị tước quyền, bà Dina Boluarte cho biết trong một bài phát biểu trước đất nước, sẽ trình bày Quốc hội chương trình dự định cuộc bầu cử tổng thống và quốc hội được thực hiện sớm hơn, vào giữa tháng 4 năm 2024, thay vì vào năm 2026. Bộ trưởng Nội vụ Andean, César Cervantes, cũng ban hành tình trạng thiết quân luật cho các khu vực Apurímac, Arequipa và ICA sau khi các hoạt động phản đối ở đó đã có người chết.

## Đời tư
Boluarte có thể nói tiếng Tây Ban Nha và tiếng Quechua. Trong cuộc tổng tuyển cử ở Peru năm 2021, bà là thành viên của Peru Tự do, một đảng theo chủ nghĩa Marx; sau khi bị khai trừ khỏi đảng vào năm 2022, bà theo quan điểm ôn hòa hơn và bổ nhiệm những nhân vật theo chủ nghĩa tự do trong nội các của mình.

## Lịch sử bầu cử
| Năm  | Chức vụ              | Loại          | Đảng | Đảng       | Đối thủ chính     | Đảng | Đảng                      | Phiếu bầu cho Boluarte | Phiếu bầu cho Boluarte | Phiếu bầu cho Boluarte | Phiếu bầu cho Boluarte | Kết quả     | Hiệu ứng | Hiệu ứng |
| Năm  | Chức vụ              | Loại          | Đảng | Đảng       | Đối thủ chính     | Đảng | Đảng                      | Tổng cộng              | %                      | Vị trí.                | ±%                     | Kết quả     | Hiệu ứng | Hiệu ứng |
| ---- | -------------------- | ------------- | ---- | ---------- | ----------------- | ---- | ------------------------- | ---------------------- | ---------------------- | ---------------------- | ---------------------- | ----------- | -------- | -------- |
| 2018 | Thị trưởng Surquillo | Thành phố     |      | Tự do Peru | Giancarlo Casassa |      | Đảng Nhân dân Cơ Đốc giáo | 2.014                  | 2,80%                  | 9                      | N/A                    | Thất bại    | N/A      | N/A      |
| 2020 | Nữ nghị sĩ từ Lima   | Nghị viện     |      | Tự do Peru | N/A               |      | N/A                       | 4.827                  | 2,06%                  | 16                     | N/A                    | Thất bại    | N/A      | N/A      |
| 2021 | Phó tổng thống Peru  | Tổng          |      | Tự do Peru | Luis Galarreta    |      | Lực lượng Nhân dân        | 2.724.752              | 18,92%                 | 1                      | N/A                    | N/A         | N/A      | N/A      |
| 2021 | Phó tổng thống Peru  | Tổng (vòng 2) |      | Tự do Peru | Luis Galarreta    |      | Lực lượng Nhân dân        | 8.836.380              | 50,13%                 | 1                      | N/A                    | Chiến thắng |          | Gain     |